# 김수용 (희극인)
김수용(1966년 10월 18일 ~ )은 대한민국의 방송인이다.

## 주요 이력
그는 서울 출신으로 1990년 연극배우 첫 데뷔하였고 이듬해 1991년 KBS 대학개그제로 데뷔했다. 동기로는 금병완, 김국진, 김용만, 남희석, 박병득, 박수홍, 양원경, 엄정필, 유재석, 윤기원, 이영재, 전효실, 최승경 등이 있다.

## 학력
- 1979년 선일초등학교 졸업
- 1982년 여의도중학교 졸업
- 1985년 여의도고등학교 졸업
- 중앙대학교 연극영화학과 학사 (86학번)
- 중앙대학교 예술대학원 연극영화학과 예술학 석사

## 출연작

### 종영 / 중도하차 / 게스트 출연 프로그램
- 1991년 KBS 《유머1번지》
- 1992년 KBS 《한바탕 웃음으로》
- 1995년 KBS 《코미디 세상만사》
- 1997년 KBS 《쇼 웃는날 좋은날 - 젝키의 학원별곡》
- 1999년 ~ 2001년 KBS 《비디오 챔피언》
- 1999년 ~ 2001년 MBC 《21세기 위원회》
- 1999년 ~ 2000년 MBC 《칭찬합시다》
- 2000년 MBC 《추석특집 도전 시드니 2000 고향에 금메달을》
- 2000년 ~ 2001년 EBS 《사이언스쇼 기상천외》
- 2000년 MBC 《자유선언 오늘은 토요일 - 스타 서바이벌 미팅》
- 2001년 SBS 《두 남자 쇼》
- 2001년 SBS 《한가위 SBS MC총집합》
- 2007년 코미디TV 《기막힌 외출 시즌1》 - 2회, 3회
- 2007년 코미디TV 《기막힌 외출 시즌2》 - 16회
- 2008년 SBS 《잘먹고 잘사는법》- 325회
- 2008년 KBS JOY 《오빠가 왔다》
- 2009년 SBS 《자기야-백년손님》 - 15회
- 2010년 SBS 《좋은아침》 - 3501회
- 2011년 SBS CNBC《매드머니》
- 2011년 MBC 《라디오스타》 - 260회
- 2012년 MBC 《세바퀴》 - 136회
- 2012년 서울경제TV 《SEN 주식쇼! 스트라이크》
- 2012년 팍스TV 《친절한 종목상담》
- 2012년 쿠키건강TV 《김수용의 19쇼》
- 2013년 KBS 《해피투게더3》 - 282회
- 2013년 KBS 《남자의 자격》 - 423회
- 2013년 KBS 《여유만만》 -
- 2013년 MBC 《라디오스타》 - 349회
- 2014년 MBC 《세바퀴》 - 233회, 260회
- 2014년 SBS 《매직아이》 - 8회
- 2014년 KBS 《해피투게더3》 - 354회
- 2015년 KBS 《해피투게더3》 - 379회
- 2015년 MBC 《세바퀴》 - 285회
- 2015년 ~ 2016년 CTS기독교TV 《고민있수다》 (진행자)
- 2016년 채널A 《아내가 뿔났다》 (특별출연)
- 2016년 MBC 《마이 리틀 텔레비전》 - 43회
- 2016년 MBC 《무한도전》 - 466회, 467회, 468회
- 2016년 MBC 《톡쏘는사이》
- 2016년 JTBC 《토크히어로》
- 2016년 SBS 《자기야-백년손님》 - 351회
- 2016년 MBC 《라디오스타》 - 498회
- 2016년 tvN 《현장토크쇼 택시》 - 454회
- 2016년 tvN 《예능인력소》 - 5회
- 2016년 SBS 《미운 우리 새끼》 - 17회
- 2016년 SBS 《잘 먹겠습니다》 - 19회
- 2015년 KBS 《해피투게더3》 - 478회
- 2017년 MBC 《은밀하게 위대하게》 - 20회
- 2017년 SBS 《희극지왕》 - 1회
- 2017년 MBC 《비디오스타》 - 33회
- 2017년 tvN 《수요미식회》 - 106회
- 2017년 KBS 《비타민》 - 663회
- 2017년 KBS 《배틀트립》 - 52회, 53회
- 2017년 MBC 《세모방 : 세상의 모든 방송》
- 2017년 SBS 《불타는 청춘》 - 100회, 104회, 105회
- 2017년 SBS 《미운 우리 새끼》 - 52회
- 2017년 SBS 《동상이몽 2 - 너는 내 운명》
- 2017년 SBS 《런닝맨》 - 7주년 특집
- 2017년 ~ 2018년KBS 《해피투게더 3》
- 2017년 oksusu 《김수용의 구경》
- 2017년 KBS 《안녕하세요》 - 314회, 343회
- 2017년 MBC 《황금어장 라디오스타》 - 549회
- 2018년 SBS 《미운 우리 새끼》 - 70회
- 2018년 O tvN, tvN 《오늘 내일》
- 2018년 MBC 《비디오스타》 - 106회
- 2018년 JTBC 《차이나는 클라스》 - 83회
- 2018년 MBC 《미스터리 음악쇼 복면가왕》 - 내 노래는 플러스 알파 알파카 (참가자)
- 2019년 MBN 《내 친구 소개팅》 - 6회
- 2019년 MBC 《전지적 참견 시점》 - 39회
- 2019년 KBS 《안녕하세요》 - 403회
- 2019년 JTBC 《아는형님》 - 170회
- 2019년 JTBC 《해볼라고》
- 2019년 MBC 《궁민남편》 - 30회, 31회
- 2019년 MBC 《대한외국인》 - 28회
- 2019년 JTBC 《한끼줍쇼》 - 124회
- 2019년 KBS 《해피투게더4》 - 36회
- 2019년 MBC 《구해줘! 홈즈》 - 14회
- 2019년 MBC 《전지적 참견 시점》 - 55회, 66회
- 2019년 SBS 《집사부일체》 - 67회
- 2019년 채널A 《아이콘택트》 - 3회
- 2019년 JTBC 《냉장고를 부탁해》 - 230회, 231회
- 2019년 XtvN 《플레이어》 - 3회
- 2019년 JTBC 《찰떡콤비》 - 8회
- 2019년 SBS 《개똥이네 철학관》 - 8회
- 2019년 MBC 《언니네 쌀롱》 - 파일럿 2회
- 2019년 JTBC2 《판벌려》 - 9회
- 2019년 MBN 《훈맨정음》 - 3회
- 2019년 tvN 《코미디빅리그》 - 312회
- 2019년 MBC 《라디오스타》 - 636회
- 2019년 JTBC 《악플의 밤》 - 15회
- 2019년 SBS 《정글의 법칙 in 순다열도》
- 2020년 MBC 《라디오스타》 - 651회
- 2020년 KBS 《옥탑방의 문제아들》 - 66회
- 2020년 JTBC 《정산회담》 - 4회
- 2020년 tvN 《수미네 반찬》 - 92회
- 2020년 JTBC 《유랑마켓》 - 5회
- 2020년 JTBC 《리와인드 - 시간을 달리는 게임》 - 24회
- 2020년 SBS 《밥은 먹고 다니냐?》 - 26회
- 2020년 tvN 《건강함의 시작, 몸의 대화》 - 3회
- 2020년 JTBC 《위대한 배태랑》 - 3회, 9회
- 2020년 MBN 《신비한 동물 퀴즈》
- 2020년 JTBC 《장르만 코미디 - 복을복을 삶은... 라면》
- 2020년 KBS 《투페이스》 - 2회
- 2021년 MBC 《황금어장 라디오스타》- 680회
- 2022년 TV조선 《여행의 맛》
- 2024년 SBS 《강심장VS》11회

### 시트콤
- 2002년 코미디TV 성인 시트콤 《란제리》 - 김수용 역

### 영화
- 1994년 《티라노의 발톱》 - 원시인 역
- 2005년 《천군》 - 주막 사내1 역

### 라디오
- 2015년 EBS FM 《EBS 책 읽는 라디오 낭독 시리즈》
- 2016년 MBC FM4U 《정오의 희망곡 김신영입니다》 - 3월 17일 게스트
- 2017년 SBS 러브FM 《송은이, 김숙의 언니네 라디오》

## CF
- 1999년 대교 눈높이수학
- 2017년 엔씨소프트 리니지 챌린지서버
- 2017년 유치더 판다봉
- 2017년 동서식품 미떼
- 2018년 티웨이항공
- 2020년 K쇼핑 블랙위크

## 경력
- 한국방송공사 희극인극회 부회장
- 2004년 용인송담대학교 방송영상학과 시간강사
- 2007년 중앙대학교 예술대학원 원우회장
- 2007년 대구과학대학교 방송엔터테인먼트학과 겸임교수
- 2009년 한국여자프로골프협회 연예인 홍보단원
- 2012년 스타로그인 총괄본부장
- 2016년 네오비젼 아름다운 눈 캠페인 홍보대사
- 2018년 ~ 대학로족발보쌈 주주
- 2020년 ~ 우주텍 홍보이사

## 가족 관계
- 아버지: 김관엽[2] (1934년 11월 19일 ~ 2024년 3월 11일)
- 어머니: 미상 (? ~ 2023년 9월 2일)
- 누나: 김수진
- 배우자: 김진아 (1973년 ~ )
  - 아들: 김나원 (2009년 3월 18일 ~ )

## 같이 보기
- 김용만
- 유재석
- 박수홍
- 김국진
- 남희석
- 최승경
- 지석진